# Diana (Nueva York)
Diana es un pueblo ubicado en el condado de Lewis en el estado estadounidense de Nueva York. En el año 2000 tenía una población de 1,661 habitantes y una densidad poblacional de 5 personas por km².

## Geografía
Diana se encuentra ubicado en las coordenadas 44°6′4″N 75°21′9″O / 44.10111, -75.35250.

## Demografía
Según la Oficina del Censo en 2000 los ingresos medios por hogar en la localidad eran de $ 33,900 y los ingresos medios por familia eran $39,563. Los hombres tenían unos ingresos medios de $35,450 frente a los $21,813 para las mujeres. La renta per cápita para la localidad era de $15,916. Alrededor del 12.1% de la población estaban por debajo del umbral de pobreza.